# Halowe Mistrzostwa Francji w Lekkoatletyce 2010
Halowe Mistrzostwa Francji w Lekkoatletyce 2010 – halowe zawody lekkoatletyczne, które odbyły się w Paryżu 27 i 28 lutego.

## Rezultaty
| PB - rekord życiowy \| SB - najlepszy wynik w sezonie \| NR – halowy rekord kraju \| NJR – halowy rekord Francji juniorów |

### Mężczyźni
| Konkurencja:              | 1. miejsce           | Rezultat         | 2. miejsce       | Rezultat        | 3. miejsce           | Rezultat     |
| Bieg na 60 m              | Christophe Lemaître  | 6.56             | Ronald Pognon    | 6.61 SB         | Teddy Tinmar         | 6.72         |
| Bieg na 200 m             | Imaad Hallay         | 21.44 PB         | Bruno Naprix     | 21.48           | Antony Couffe        | 21.70        |
| Bieg na 400 m             | Leslie Djhone        | 45,85 NR, PB     | Nicolas Fillon   | 46.89 PB        | Richard Maunier      | 47.15 PB     |
| Bieg na 800 m             | Kevin Hautcoeur      | 1:48.61          | Samir Dahmani    | 1:49.13 NJR, PB | Florent Lacasse      | 1:49.24      |
| Bieg na 1500 m            | Abdelkader Bakhtache | 3:42.97          | Yoann Kowal      | 3:43.39         | Noureddine Smaïl     | 3:44.15      |
| Bieg na 60 m przez płotki | Ladji Doucouré       | 7.58 SB          | Garfield Darien  | 7.62 PB         | Cédric Lavanne       | 7.70         |
| Chód na 5000 m            | Antonin Boyez        | 20:00,00 SB      | Cédric Houssaye  | 20:32,42        | Franck Baudet        | 20:40,39     |
| Skok wzwyż                | Mickaël Hanany       | 2.28 PB          | Abdoulaye Diarra | 2.24            | Mathias Cianci       | 2.20         |
| Skok o tyczcze            | Renaud Lavillenie    | 5.85 PB          | Jérôme Clavier   | 5.60            | Damiel Dossévi       | 5.60         |
| Skok w dal                | Salim Sdiri          | 8.24 SB          | Kafétien Gomis   | 8.21 PB         | Ndiss Kaba Badji     | 8.01 PB      |
| Trójskok                  | Colomba Fofana       | 17.16 PB         | Teddy Tamgho     | 17.01           | Benjamin Compaoré    | 16.93 PB     |
| Pchnięcie kulą            | Gaëtan Bucki         | 19.05            | Tumatai Dauphin  | 18.51           | Jean-Luc Mastromauro | 17.55        |
| Siedmiobój                | Larbi Bouraada       | 5911 pkt. NR, PB | Nadir El Fassi   | 5883 pkt. SB    | Franck Logel         | 5787 pkt. SB |

### Kobiety
| Konkurencja:              | 1. miejsce                 | Rezultat     | 2. miejsce        | Rezultat     | 3. miejsce                 | Rezultat     |
| Bieg na 60 m              | Myriam Soumaré             | 7.21         | Véronique Mang    | 7.21 PB      | Céline Distel              | 7.32 PB      |
| Bieg na 200 m             | Lina Jacques-Sébastien     | 23.39        | Cornnelly Calydon | 24.23 PB     | Wendy Pascal               | 24.32        |
| Bieg na 400 m             | Virginie Michanol          | 52.90 PB     | Laetitia Denis    | 53.29 PB     | Marie-Angélique Lacordelle | 53.98 PB     |
| Bieg na 800 m             | Linda Marguet              | 2:04.54 PB   | Jennifer Lozano   | 2:06.04 SB   | Clarisse Moh               | 2:07.21      |
| Bieg na 1500 m            | Fanjanteino Félix          | 4:15.50      | Hind Dehiba       | 4:16.09 SB   | Laura Miclo                | 4:18.74 PB   |
| Bieg na 60 m przez płotki | Alice Decaux               | 8.06 PB      | Aisseta Diawara   | 8.18 PB      | Cindy Billaud              | 8.20 SB      |
| Chód na 3000 m            | Christine Guinaudeau       | 13:05.63 PB  | Melissa Cartier   | 13:49.97 SB  | Anne-Gaëlle Retout         | 13:55.92     |
| Skok wzwyż                | Deirdre Ryan               | 1.90 SB      | Mélanie Melfort   | 1.90         | Sandrine Champion          | 1.84 PB      |
| Skok o tyczce             | Marion Buisson             | 4.30 SB      | Telie Mathiot     | 4.20         | Sandra-Hélèna Homo         | 4.15         |
| Skok w dal                | Vanessa Gladone            | 6.48 PB      | Eunice Barber     | 6.37 SB      | Kathy Turlepin             | 6.28 PB      |
| Trójskok                  | Teresa Nzola Meso Ba       | 13.93 SB     | Nelly Tchayem     | 13.50 SB     | Sokhna Galle               | 13.27 PB     |
| Pchnięcie kulą            | Laurence Manfrédi          | 17.46 SB     | Jessica Cérival   | 17.22 PB     | Myriam Lixfe               | 15.52 PB     |
| Pięciobój                 | Antoinette Nana Djimou Ida | 4633 pkt. PB | Gabriela Kouassi  | 4273 pkt. PB | Marisa De Aniceto          | 4251 pkt. PB |

## Rekordy
Podczas zawodów ustanowiono 3 krajowe rekordy w kategorii seniorów:
| Zawodnik       | Reprezentacja | Konkurencja                | Rezultat |
| -------------- | ------------- | -------------------------- | -------- |
| Leslie Djhone  | Francja       | bieg na 400 m              | 45,85 s  |
| Larbi Bouraada | Algieria      | siedmiobój lekkoatletyczny | 5911 pkt |
| Binta Diagana  | Mauretania    | pchnięcie kulą             | 14,89 m  |